# Mary Willis Walker
Pour les articles homonymes, voir Walker.
Œuvres principales
- Cri rouge (1994)
- Statues de sang (1995)

Mary Willis Walker, née le 24 mai 1942 à Fox Point dans le Wisconsin et morte le 4 novembre 2023 à Austin au Texas, est une écrivaine américaine, auteure de romans policiers.

## Biographie
Elle fait des études supérieures à l'université Duke de Caroline du Nord et se destine ensuite à l'enseignement. Elle épouse Lee Walker, le président de l'entreprise Dell en 1967.
Elle se lance en littérature avec la parution du roman policier Glacée jusqu'au zoo (Zero at the Bone) en 1991, qui remporte le prix Agatha et le prix Macavity du meilleur premier roman. 
En 1994, elle crée le personnage de Molly Cates, une journaliste approchant de la quarantaine qui travaille au Lone Star, un journal d'Austin au Texas. Le premier roman de cette série, Cri rouge (The Red Scream, 1994), où l'auteur prend résolument position contre la peine de mort, obtient le prix Edgar-Allan-Poe en 1995. Plusieurs prix, dont le prix Anthony en 1996, couronnent Statues de sang (Under the Beetle's Cellar, 1995), le second titre de la série, qui met en scène un gourou d'une secte armée qui se prend pour le fils de Dieu et enlève onze enfants. Ce roman, qualifié par Claude Mesplède comme « un chef-d'œuvre, non seulement parce que le suspense tient en haleine de bout en bout, mais aussi parce que l'intrigue est riche et constante. », confirme les qualités d'écriture de Mary Willis Walker.
Mary Willis Walker meurt à Austin au Texas le 4 novembre 2023 à l'âge de 81 ans des suites de complications associées à la démence,.

## Œuvre

### Romans

#### SérieMolly Cates
- The Red Scream (1994) Publié en français sous le titre Cri rouge, traduit par Yolande Du Luart, Paris, Éditions Calmann-Lévy, coll. « Calmann-Lévy suspense », 1997, 369 p.  (ISBN 2-7021-2709-6) ; réédition, Paris, Le Livre de poche no 17094, 1999
- Under the Beetle's Cellar (1995) Publié en français sous le titre Statues de sang, traduit par Yolande Du Luart, Paris, Éditions Calmann-Lévy, coll. « Calmann-Lévy suspense », 1997, 290 p.  (ISBN 2-7021-2789-4) ; réédition, Paris, Le Livre de poche no 17058, 1999
- All the Dead Lie Down (1998) Publié en français sous le titre La Loi des morts, traduit par Yolande Du Luart, Paris, Éditions Calmann-Lévy, coll. « Calmann-Lévy suspense », 1998, 295 p.  (ISBN 2-7021-2933-1) ; réédition, Paris, Le Livre de poche no 17115, 2000

#### Autre roman
- Zero at the Bone (1991) Publié en français sous le titre Glacée jusqu’au zoo, traduit par Laurence Kiéfé, Paris, Éditions Liana Levi, coll. « À corps et à crime », 1996, 398 p.  (ISBN 2-86746-152-9) ; réédition, Paris, Liana Levi, coll. « Piccolo » no 23, 2004

## Source
- Claude Mesplède, Dictionnaire des littératures policières, vol. 2 : J - Z, Nantes, Joseph K, coll. « Temps noir », 2007, 1086 p. (ISBN 978-2-910-68645-1, OCLC 315873361), p. 985-986.